# Daniel Propper
Daniel Erik Felix Propper, född 21 juni 1969 i Stockholm, är en svensk konsertpianist. 
Propper är uppvuxen i Sverige men är sedan 1994 bosatt i Paris. Han påbörjade sina pianostudier i tidiga år, bland annat för Gunnar Hallhagen. Han har studerat vid Kungl. Musikhögskolan i Stockholm, vid Julliard School of Music i New York och vid Pariskonservatoriet. I augusti 1990 debuterade Propper internationellt med ett uppmärksammat framträdande med Bachs "Goldbergvariationerna" i Salzburg. Han har sedan dess framträtt på många platser i Europa samt i Nordamerika, Mellanöstern och Asien. Inspelningar där Propper framför verk av bland andra Bach, Chopin, Bentam, Grieg och Steibelt finns på CD och DVD.
Daniel Propper är son till Gerold Propper och Kerstin Propper.